# Polyalthia cratiensis
Polyalthia cratiensis är en kirimojaväxtart som beskrevs av Nguyên Tiên Bân. Polyalthia cratiensis ingår i släktet Polyalthia och familjen kirimojaväxter. Inga underarter finns listade i Catalogue of Life.